# Kossuth, Mississippi
Kossuth là một thành phố thuộc quận Alcorn, tiểu bang Mississippi, Hoa Kỳ. Năm 2010, dân số của thành phố này là 209 người.

## Dân số
- Dân số năm 2000: 170 người.
- Dân số năm 2010: 209 người.